# Wei Meng
Wei Meng (魏 萌S; Yantai, 14 giugno 1989) è una tiratrice a volo cinese, vincitrice della medaglia di bronzo nello skeet a Tokyo 2020.
Precedentemente, aveva già gareggiato nello skeet femminile alle Olimpiadi di Rio 2016.

## Palmarès
- Giochi olimpici

Tokyo 2020: bronzo nello skeet femminile.